# Юта Стріке
Юта Стріке (латис. Juta Strīķe), при народженні Анна Юріївна Потапова (рос. Потапова Анна Юрьевна; нар. 18 липня 1970, Москва, РРФСР — пом. 18 березня 2020, Юрмала, Латвія) — латвійський політик та юрист, заступник голови Борю по запобіганні та боротьбі з корупцією (2004—2016), депутат Сейму.

## Біографія
Анна Юріївна Потапова народилася 18 липня 1970 року в Москві. Закінчила Московську середню школу № 584, літні канікули часто проводила в Латвійській РСР. У 1988 році вже як Юта Потапова розпочала навчання на юридичному факультеті Латвійського державного університету.
У 1993 році вона отримала ступінь бакалавра юридичних наук та кваліфікацію юриста. Одружилася з Майгуром Стріке і взяла його прізвище. Працювала в Міністерстві внутрішніх справ, поліції державної безпеки та Борю по запобіганні та боротьбі з корупцією. Неодноразово висувалася на посаду глави Антикорупційного бюро, однак її кандидатуру відхиляв Сейм. 5 лютого 2011 року ЗМІ повідомили про пряму загрозу життю та здоров'ю Стріке і вона тимчасово покинула Латвію з міркувань безпеки.
У червні — листопаді 2004 року виконувала обов'язки голови Антикорупційного бюро. 20 грудня 2013 року голова Бюро Стрельченокс звільнив її з посади заступника, однак 7 січня 2014 року прем'єр-міністр Валдіс Домбровскіс скасував це розпорядження. Свої повноваження Стріке склала у 2016 році.

### Політична діяльність
28 лютого 2017 року Юта Стріке вступила до Нової консервативної партії. На місцевих виборах 2017 року обрана до Ризької міської ради, а на виборах до Сейму 2018 року пройшла до Сейму 13-го сликання за списком партії.
У Сеймі була керівником фракції Нової консервативної партії, членом Комітету державних видатків та ревізії Сейму та членом Правового комітету.

## Стріке і Україна
Стріке була принциповим противником агресивної політики Росії в Україні. Входила до парламентської групи латвійсько-української дружби. Регулярно брала участь у заходах, організованих активістами української діаспори, у тому числі — пікетуванні посольства Росії в Ризі.
У 2015 році Латвійський уряд мав намір направити Юту Стріке до України в якості консультанта для допомоги в боротьбі з корупцією.